# Sopranovi
Sopranovi je ameriška TV nadaljevanka. Prikazuje izmišljeno mafijsko družino italijansko-ameriškega rodu v New Jerseyju. Glavni junak je Tony Soprano, ki ga igra James Gandolfini. Serija je imela 6 sezon.
Serijo sta v Sloveniji predvajali TV Slovenija in Kanal A.